# Bill Smart
Bill Smart (eigentlich William James Smart; * 5. Juni 1948 in Vancouver) ist ein ehemaliger kanadischer Mittelstreckenläufer.
Bei den British Commonwealth Games 1970 in Edinburgh gewann er Bronze über 800 Meter und wurde Elfter über 1500 Meter. 1971 holte er bei den Panamerikanischen Spielen in Cali Silber über 1500 Meter und wurde Sechster über 800 Meter.
Bei den Olympischen Spielen 1972 in München schied er über 1500 Meter im Vorlauf aus.
1972 wurde er Kanadischer Meister über 800 und 1500 Meter.

## Persönliche Bestzeiten
- 800 m: 1:47,43 min, 25. Juli 1970, Edinburgh
- 1500 m: 3:40,2 min, 27. Juni 1972, Vancouver